# جوزيف تشابيل هوتشيسون، الابن
جوزيف تشابيل هوتشيسون، الابن (بالإنجليزية: Joseph Chappell Hutcheson, Jr.)‏ (و. 1879 – 1973 م)هو محامي، وقاضي، وسياسي من الولايات المتحدة الأمريكية .
وهو عضو في الحزب الجمهوري .

## التعليم
تعلم في جامعة تكساس، أوستن.